# Lâu đài Montearagón

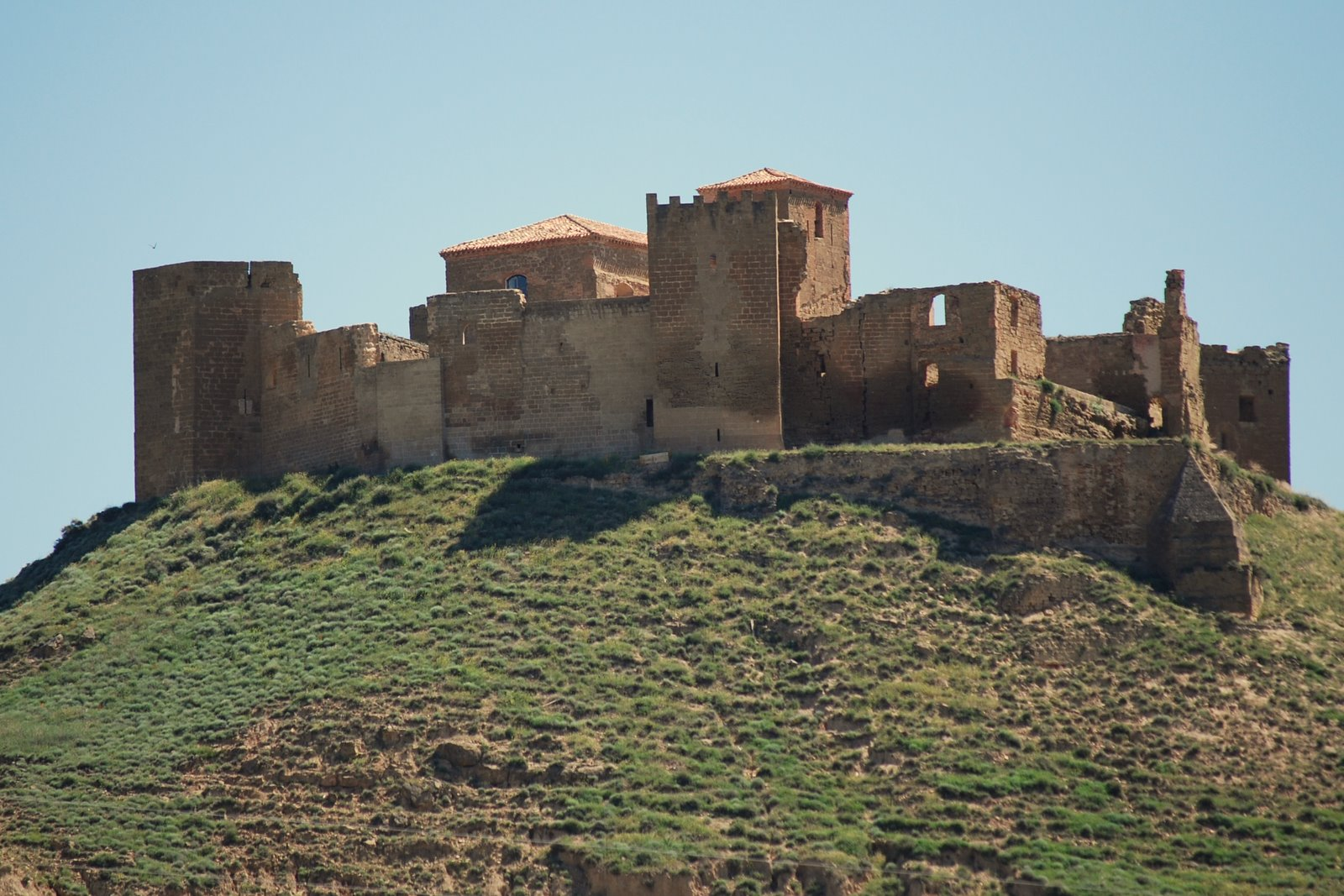
Lâu đài Montearagón.

Lâu đài Montearagón  là một pháo đài-tu viện ở Quicena, gần Huesca, Aragon, Tây Ban Nha, được xây dựng theo kiến trúc Roman. Hiện giờ, nó đang trong quá trình đổ nát.
Năm 1094, Sancho Ramirez củng cố lâu đài để chống cuộc vây hãm người Hồi giáo Wasqah (Huesca); và bị chết do trúng tên lúc đi tuần tra bên tường thành. Thành phố bị chinh phục bởi Peter I của Aragon sau khi đánh bại các lực lượng tiếp ứng trong trận chiến Alcoraz.